# Mauricio Pochettino
Mauricio Roberto Pochettino Trossero (* 2. März 1972 in Murphy, Santa Fe) ist ein argentinischer Fußballtrainer. Der ehemalige Fußballprofi war fünf Jahre lang als Cheftrainer des englischen Erstligisten Tottenham Hotspur und anschließend bei seinem Ex-Club Paris Saint-Germain tätig. Von Juli 2023 bis zum Ende der Saison 2023/24 war er Trainer des FC Chelsea. Aktuell ist Pochettino Trainer der US-amerikanischen Fußballnationalmannschaft. 

## Karriere

### Verein
Pochettino begann seine Karriere bei den Newell’s Old Boys. 1994 wechselte er nach Europa zu Espanyol Barcelona. Dort war er auf Anhieb Stammspieler und konnte 2000 den Gewinn der Copa del Rey feiern. Im selben Jahr wechselte Pochettino nach Frankreich, wo er einen Vertrag bei Paris Saint-Germain unterzeichnete. 2003 stand er im Finale der Coupe de France, das gegen AJ Auxerre mit 1:2 verloren wurde. In der Sommerpause wechselte er zum Ligakonkurrenten Girondins Bordeaux, wo sein Gastspiel jedoch nur eine Halbserie dauerte. Im Winter kehrte er zu Espanyol Barcelona zurück, wo er 2006 seine Karriere beendete.

### Nationalmannschaft
Zwischen 2000 und 2002 spielte Pochettino 20-mal für die argentinische Nationalmannschaft. Er nahm mit ihr auch an der Weltmeisterschaft 2002 teil.

### Trainer

#### Espanyol Barcelona
Zu Beginn des Jahres 2009 wurde Pochettino als Nachfolger von José Manuel Esnal („Mané“) Cheftrainer von Espanyol Barcelona.
Trotz seiner geringen Erfahrung als Trainer gelang es Pochettino, Espanyol vor dem Abstieg zu bewahren und führte das Team nach fünf Monaten von den Abstiegsrängen auf den zehnten Tabellenplatz am Ende der Saison. Unter seiner Leitung entwickelte sich die Mannschaft stetig und wurde im Verlauf der Rückrunde zu einer der erfolgreichsten der Liga. In den folgenden Spielzeiten etablierte er den Verein wieder im Mittelfeld der Liga. Am 26. November 2012 wurde sein Vertrag bei Espanyol nach einem schlechten Saisonstart 2012/13, als der Verein mit nur neun Punkten aus 13 Spielen den letzten Tabellenplatz belegte, aufgelöst.

#### FC Southampton
Am 18. Januar 2013 übernahm er den Trainerposten beim mit 22 Punkten auf dem 15. Tabellenplatz liegenden englischen Erstligisten FC Southampton als Nachfolger des entlassenen Nigel Adkins. Pochettino führte die Saints zum Saisonende zum Klassenerhalt.

#### Tottenham Hotspur
Nachdem er Southampton in der Saison 2013/14 auf den achten Tabellenplatz geführt hatte, wurde er im Mai 2014 Trainer bei Tottenham Hotspur.
Bei den Spurs unterschrieb er einen Vertrag über fünf Jahre. In seiner ersten Saison führte Pochettino den Verein zu einem fünften Tabellenplatz, und ein Jahr später als Tabellendritter in die UEFA Champions League. In den folgenden zwei Saisons qualifizierten sich die Spurs erneut für die UEFA Champions League und platzierten sich in der Tabelle vor dem Erzrivalen FC Arsenal; in der Saison 2017/18 erreichte Tottenham Hotspur in der UEFA Champions League als Gruppensieger das Achtelfinale und schied knapp gegen Juventus Turin aus.
In der Saison 2018/19 gelang ihm mit Platz vier die neuerliche Qualifikation für die Champions League. Außerdem erreichte er das Finale der Champions League, welches sein Team gegen den FC Liverpool mit 0:2 verlor.
Ende November 2019 trennte sich der Verein von Pochettino. Zu diesem Zeitpunkt hatten die Spurs von den letzten zehn Pflichtspielen nur drei gewonnen, standen in der heimischen Liga mit 14 Punkten auf Rang 14 und waren auch bei noch zwei ausstehenden Partien in der Champions League noch nicht sicher für die Finalrunde qualifiziert.

#### Paris Saint-Germain
Am 2. Januar 2021 gab Paris Saint-Germain bekannt, dass Pochettino der Nachfolger des zuvor freigestellten Cheftrainers Thomas Tuchel wird. Er besaß einen Vertrag bis Juni 2022 mit Option auf ein weiteres Jahr. Am 13. Januar 2021 holte er mit PSG seinen ersten Titel als Trainer: den französischen Supercup. In der Liga holte man am Ende nur Platz 2 hinter Lille, dafür gewann man den Pokal. Sein Vertrag wurde daraufhin bis 2023 verlängert. In der Saison 2021/22 holte er die Meisterschaft, aber Anfang Juli 2022 gab PSG die Trennung von Pochettino bekannt. 15 Millionen Euro soll er als Abfindung erhalten haben.

#### FC Chelsea
Zum 1. Juli 2023 wurde Pochettino Cheftrainer des englischen Klubs FC Chelsea. Er folgte auf Frank Lampard. Chelsea startete durchwachsen in die Saison und stand nach der Hinrunde lediglich auf dem 11. Tabellenplatz trotz Neuzugängen für über 400 Millionen Pfund, darunter Cole Palmer, Nicolas Jackson, Moises Caicedo und Christopher Nkunku. In der Rückrunde steigerte sich das Team und schloss die Saison auf dem 6. Platz ab. Kurz nach Saisonende einigten sich Chelsea und Pochettino am 21. Mai 2024 auf die Auflösung des Vertrags.

#### Nationalmannschaft der Vereinigten Staaten
Am 11. September 2024 übernahm Pochettino das Traineramt der US-amerikanischen Fußballnationalmannschaft.

## Erfolge als Trainer
- Champions-League-Finalist: 2019
- Französischer Pokal: 2020/21
- Französischer Superpokal: 2020
- Französischer Meister: 2022